# ロアーズ
ロアーズ』（原題：Roar）は、1981年公開のファミリー映画。当時夫婦であったティッピ・ヘドレンとノエル・マーシャルが主演、マーシャルは監督と脚本も務めた。ティッピの実の娘メラニー・グリフィス、ノエルの実の息子ジョンとジェリーも出演している。
映画には、150頭のライオンや、トラ、ヒョウ、ジャガー、ゾウが登場する。いずれも訓練されていないものを用いたため、70人以上のキャストやクルーが負傷・入院した。
映画は11年をかけて1700万ドルで製作されたが世界中で200万ドルの興行収入しか得られなかった。制作が長期に渡ったことから、ハリウッドが興味を失い、北米では当時公開されなかったが、2015年5月に「史上最も危険な映画」の触れ込みで、全米50都市で公開され、さらに半年後の11月、Blu-rayソフトとして発売された。
ビデオ邦題は『ロアーズ/猛獣一家はおおさわぎ!』、DVD邦題は『ROAR/ロアー』。
アニマルプラネットでは本作品の裏側をまとめた番組『猛獣映画・撮影の惨劇』をオンエアしている。

## キャスト
| 役名         | 俳優                       | 日本語吹替                           |
| 役名         | 俳優                       | フジテレビ版                         |
| ------------ | -------------------------- | ------------------------------------ |
| ハンク       | ノエル・マーシャル         | 柳生博                               |
| マドレーヌ   | ティッピー・ヘドレン       | 二階堂有希子                         |
| ジェリー     | ジェリー・マーシャル       | 津嘉山正種                           |
| ジョン       | ジョン・マーシャル         | 池田秀一                             |
| メラニー     | メラニー・グリフィス       | 鶴ひろみ                             |
| マティヴォ   | キャロ・マティヴォ         | 及川ヒロオ                           |
| プレンティス | スティーヴ・ミラー         | 玄田哲章                             |
| リック       | リック・グラシ―            | 村松康雄                             |
| シアンゴ     | ピーター・シオンゴ         | 秋元羊介                             |
| アレック     | アレクサンドラ・ニューマン | 榊原良子                             |
| レオナード   | レナードボクワ             | 藤城裕士                             |
| フランツ     | マイケル・フランツ         | 熊倉寛之                             |
|              |                            |                                      |
| 演出         | 演出                       | 山田悦司                             |
| 翻訳         | 翻訳                       | 山田小枝子                           |
| 効果         | 効果                       | 南部満治 大橋勝次                    |
| 調整         |                            |                                      |
| 制作         | 制作                       | ザック・プロモーション               |
| 解説         | 解説                       | 高島忠夫                             |
| 初回放送     | 初回放送                   | 1984年8月11日 『ゴールデン洋画劇場』 |